# Adenia wightiana
Adenia wightiana là một loài thực vật có hoa trong họ Lạc tiên. Loài này được (Wall. ex Wight & Arn.) Engl. mô tả khoa học đầu tiên năm 1891.